# Плавание (монета)
Плавание — памятная монета номиналом 2 гривны, выпущенная Национальным банком Украины, посвящённая XXVIII Играм Олимпиады, проходивших в 2004 году в Афинах (Греция).
Монета введена в обращение 27 июня 2002 года. Она относится к серии «Спорт».

## Описание и характеристика
| Номинал грн. | Металл     | Масса, г | Диаметр, мм | Качество изготовления | Гурт     | Тираж, штук |
| ------------ | ---------- | -------- | ----------- | --------------------- | -------- | ----------- |
| 2            | нейзильбер | 12,8     | 31,0        | обычная               | рифлёный | 30 000      |

### Аверс
На аверсе монеты в квадрате изображена аллегорическая сцена открытия Олимпийских игр: две женские фигуры в туниках держат в руках чашу с огнём и лавровые ветви — символ мира. Вокруг квадрата изображен малый Государственный Герб Украины и надписи: «УКРАЇНА» (вверху), «2 ГРИВНІ» (внизу), «20 — 02» (указывается две цифры года слева, две — справа).

### Реверс
На реверсе монеты в квадрате размещено фронтальное изображение пловца на фоне воды. Вокруг квадрата такие надписи: «ІГРИ/ XXVIII ОЛІМПІАДИ» (вверху), «OLYMPIC GAMES, XXVIII» (внизу), «АФІНИ 2004» (слева), «ATHENS 2004» (справа).

## Авторы
- Художники: Казаченко Виталий, Таран Владимир, Харук Александр, Харук Сергей
- Скульпторы: Демьяненко Владимир, Чайковский Роман

## Стоимость монеты
При вводе монеты в обращение в 2002 году, Национальный банк Украины реализовал монету через свои филиалы по цене 2 гривны.
Фактическая приблизительная стоимость монеты, с годами менялась так:
| Год        | 2010 | 2011 | 2012 | 2013 | 2014 | 2015 | 2016 | 2017 | 2018 |
| ---------- | ---- | ---- | ---- | ---- | ---- | ---- | ---- | ---- | ---- |
| Цена, грн. | 45   | 75   | 90   | 100  | 150  | 330  | 340  | 340  | 380  |